# جودیت میلر
جودیت میلر (انگلیسی: Judith Miller؛ زادهٔ ۲ ژانویهٔ ۱۹۴۸) خبرنگار جنگ، روزنامه‌نگار و مفسر اهل ایالات متحده آمریکا است که پیش از پیوستنش به فاکس نیوز در دفتر واشینگتن روزنامهٔ نیویورک تایمز فعالیت داشت.
او به خاطر مواضع اسلام‌ستیزانه و همچنین به خاطر پوشش خبری نادقیقش در مورد سلاح‌های کشتارجمعی عراق، پیش و پس از تهاجم به عراق در سال ۲۰۰۳ شهرت دارد که مناقشه‌های بسیار به پا کرد. میلر ۸۵ روز به دلیل عدم افشای منبع اطلاعاتی‌اش در ماجرای رسوایی پلیم در زندان به سر برد.
او پس از ۲۸ سال نوشتن برای نیویورک‌تایمز، با این روزنامه به توافق رسید که به شرط نوشتن یک جوابیه در دفاع از خود که در روزنامه چاپ شود کارش را ترک کند.